# Speyeria bernardensis
Speyeria bernardensis är en fjärilsart som beskrevs av Gunder 1933. Speyeria bernardensis ingår i släktet Speyeria och familjen praktfjärilar. Inga underarter finns listade i Catalogue of Life.